# Omar Ramos
Julián Omar Ramos Suárez, detto semplicemente Omar (Santa Cruz de Tenerife, 26 gennaio 1988), è un calciatore spagnolo, centrocampista svincolato.